# 光明星4号
光明星4号（：／）是朝鮮民主主義人民共和國國家宇宙開發局于2016年2月7日早上9點（UTC+8:30）通过“光明星”运载火箭發射升空的一颗地球观测卫星。根据朝鲜官方媒体的报道，卫星在发射9分46秒后顺利进入轨道，这次发射“完全成功”。但韩国国防部相关人士称，朝鲜发射的是一枚导弹，其火箭在一级推进器分离后从韩方雷达上消失，发射成功与否仍在调查中，最後則是由美国方面提供了朝鮮衛星入軌的證據。分析认为，朝鲜当天的发射活动可能是为了纪念即将到来的“光明星节”（前最高领导人金正日的生日）。

## 过程

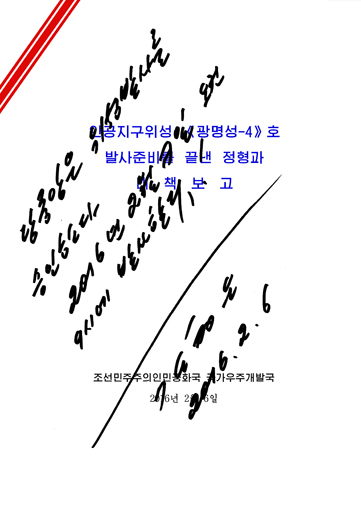
金正恩签发的关于发射“光明星4号”的命令。

2016年2月2日，朝鲜向位于英国伦敦的国际海事组织（IMO）通报，决定发射“光明星”号地球观测卫星。朝方早前通报将于8号至25号发射卫星，發射時機被認為是極度敏感的時間點，但其后将计划提早至7号至14号，而該區間卻還是包含了東亞傳統的除夕，最后在当地时间7号早上发射远程火箭。
2016年2月7日，朝鲜中央电视台宣布当天中午12:00将发布“重大特别报道”。平壤时间中午12:00，朝鲜國寶級主播李春姬宣布，在最高領導人金正恩的指示下，朝鲜已成功透過火箭發射，將人造衛星「光明星4號」發射至地球軌道。报道称，「光明星4號」在距離地球最近494.6公里、最遠500公里的軌道繞行，每94分鐘繞行地球一周。报道还称朝鲜未来将继续发射卫星。
韩国媒体报道称，火箭的第一及第二推进器已成功分离，第一推进器落入半岛西部海域，韩国军方指，火箭的一级推进器，已炸成270多块碎片。现时韩国境内未有发现任何火箭碎片或其他部件。日本共同社记者也在靠近中朝边境的丹东市拍摄到疑似火箭发射的情况。而日本自卫队等收集的情报显示，日本时间7日上午9时31分左右，一枚导弹从朝鲜西岸向南发射。该导弹分离成5个部分，据推测，第1部分于上午9时37分左右落入朝鲜半岛以西约150公里的黄海，第2部分和第3部分于上午9时39分左右落入朝鲜半岛西南约250公里的东海，以上3部分均落入朝方事先通报的海域；而第4部分和第5部分之后通过日本冲绳县上空，其中第4部分坠落区域与朝方事先通报的海域不同。
2016年2月9日，韩国国防部发布了“朝鲜远程导弹技术分析结果”。资料显示，朝鲜7日发射的“光明星号”远程火箭第一至第三级助推器正常分离，该火箭搭载的“光明星4号”卫星正常进入目标轨道。美国战略司令部也证实，“光明星4号”进入轨道，但美国有线电视新闻网（CNN）和哥伦比亚广播公司（CBS）先后援引美国国防部官员的话报道，朝鲜发射的卫星“在轨道上跌跌撞撞”，意味着它很可能无法正常运行。

## 各方反应
- 联合国：联合国秘书长潘基文发表声明，对朝鲜违反安理会决议，不顾国际社会的反对，使用弹道导弹技术进行发射深表痛惜，呼吁朝鲜停止挑衅行为。联合国安理会也于美国东部时间7日上午11时，就朝鲜局势进行了紧急闭门磋商；会后安理会发表声明，强烈谴责朝鲜利用弹道导弹技术从事发射活动[13][14][15]。
- 大韓民國：韩国总统朴槿惠7日在青瓦台主持国家安全保障会议时谴责说，朝鲜在新年伊始无视国际社会警告进行第四次核试验后，又发射了远程导弹，这是无法容忍的挑衅行为，并呼吁联合国安理会尽早采取强有力的对朝制裁措施[16]。韩国国防部长官韩民求也表示，在联合国安理会正讨论对朝鲜第四次核试验进行制裁的背景下，朝鲜发射远程导弹，对国际社会发起正面挑战，对朝鲜半岛和区域的和平稳定造成威胁[17]。韩国国会也通过议案，谴责朝鲜的发射行为[18]。
- 中华人民共和国：外交部发言人华春莹表示，中方对朝方不顾国际社会普遍反对，执意以弹道导弹技术实施发射表示遗憾[19]。当天中国外交部副部长刘振民紧急约见朝鲜驻华大使池在龙，就朝鲜利用弹道导弹技术发射卫星提出交涉，表明了中方原则立场[20]。
- 美国：美国国务卿克里发表声明称，将与联合国安理会携手采取“重大对抗措施”，争取通过联合国决议实施强力制裁。美国总统国家安全事务助理苏珊·赖斯也发表声明，指责朝鲜发射导弹是动摇地区稳定的挑衅行为，“公然违反了联合国安理会决议”[13]。美國國防部表示抵制，並表示北韓沒有能力可以發展核武。[21]
- 俄羅斯：俄罗斯外交部发表声明称，朝鲜不顾各国呼吁，执意发射导弹，显示了朝鲜对国际法的藐视，并称这一行为将导致地区局势紧张，同时加大军事对抗的力度[13][22]。
- 日本：日本首相安倍晋三表示“绝对不能容忍”，并指示相关部门抓紧准备，以便尽快拿出加强对朝单独制裁力度的决定[23]。
- 中華民國：中華民國外交部在聲明中呼籲北韓政府停止有害區域安全的行為，真誠回應國際社會之期待與要求並遵守聯合國安理會相關決議，維護朝鮮半島和東亞地區和平與穩定[24][25]。